# The One (singel Kylie Minogue)
The One – singel australijskiej piosenkarki Kylie Minogue, pochodzi z albumu X (z 2007 roku). Utwór napisali Kylie Minogue, John Andersson, Johan Emmoth, Emma Holmgren, Russell Small, Richard „Biff” Stannard i James Wiltshire.

## Listy utworów i formaty
| UK promotional CD single (5099951497323; Released 2008) 1. „The One” – 4:05 2. „The One” (Freemasons Vocal Club Mix Edit) – 3:43 UK promotional CD-R single (ACETATE PROMO 1; Released 2008) 1. „The One” (Freemasons Vocal Club Mix)- 9:15 UK promotional CD-R single (ACETATE PROMO 2; Released 2008) 1. „The One” (Freemasons Vocal Club Mix)- 9:15 2. „The One” (Freemasons Vocal Club Mix Edit) – 3:43 | iTunes digital bundle 1 1. „The One” (Album version) – 4:05 2. „The One” (Freemasons Vocal Club Mix)- 9:15 iTunes digital bundle 2 1. „The One” (Album edit) – 3:36 Digital 7" 1. „The One” (Freemasons Vocal Club Mix Edit) – 3:43 Australian iTunes Digital EP 1. „The One” (Album Version) – 4:05 2. „The One” (Freemasons Vocal Club Mix Edit) – 3:43 3. „The One” (Freemasons Vocal Club Mix)- 9:15 |